# Strobilanthes torrentium
Strobilanthes torrentium är en akantusväxtart som beskrevs av Raymond Benoist. Strobilanthes torrentium ingår i släktet Strobilanthes och familjen akantusväxter. Inga underarter finns listade i Catalogue of Life.